# 十三號科基鎮區 (北卡羅萊納州厄齊康縣)
十三號科基鎮區（英語：Township 13, Cokey）是位於美國北卡羅萊納州厄齊康縣的一個鎮區。

## 地方資料
十三號科基鎮區的面積為74.07平方千米，皆為陸地。根據2020年美國人口普查的數據，當地共有人口1446人，而人口密度為每平方千米19.52人。